# بيتر ليمان (مزارع الكروم)
بيتر ليمان (بالإنجليزية: Peter Lehmann)‏ هو شخصية أعمال أسترالي، ولد في 18 أغسطس 1930 في Angaston, South Australia ‏ في أستراليا، وتوفي في 28 يونيو 2013 في أديلايد في أستراليا.

## وصلات خارجية
- الموقع الرسمي